# 国鉄トキ1形貨車
国鉄トキ1形貨車（こくてつトキ1がたかしゃ）は、かつて日本国有鉄道（国鉄）の前身である鉄道省等に在籍した無蓋貨車である。

## 概要
1909年（明治42年）に、鉄道作業局が汽車製造で5両を製作した、日本初の25トン（石炭荷重15トン）積み汎用二軸ボギー無蓋車である。製造当時は、ムボ1001形（ムボ1001 - ムボ1005）と称した。手用制動機付きであったことから、1911年（明治44年）の鉄道院車両称号規程制定ではフオト6199形（フオト6199 - フオト6203）、後にオト6199形（オト6199 - オト6203）、となった。1928年（昭和3年）の車両称号規程改正では、トキ1形（トキ1 - トキ5）に改称された。
制作当時としては破格の大型車でなぜ制作されたのか謎が多いが、落成からしばらくは現在の大物車のような位置づけで使用され、小野浜（後の神戸港）や海舞鶴に配置された。
（なお、同時期の1910年に、同じように大型ボギーの有蓋車ホテワ1形（後のテキ1形（初代））がこちらも少数製造されている。）
全体的な構造は木製4枚側で前後2か所に部分あおり戸を持ち、当時の一般的な二軸無蓋車と比べると側板高さは同程度だが、幅は2インチほど広めになっている。台枠はトラス棒式で車体内側に2本のトラス棒があり、台車は軸距5フィート（1,524 mm）の二軸の菱形台車（後のTR15形に類別）であった。
なお、製造時期が古いため製造時には空気ブレーキ関連の装備はなく、後に貫通ブレーキ管はつけられたが、最後までブレーキシリンダーがなかったため、後年は自車ブレーキなしの「＋」の記号をつけて運用され続け、晩年は木材輸送に使用されて1949年度に形式消滅した。
荷台の内寸は長さ9,373 mm、幅2,311 mm、側板高さ711 mm、容積は14.9 m3である。その他の主要諸元は、全長10,131 mm、全幅2,489 mm、全高1,791 mm、台車中心間6,706 mm、自重10.13 t - 10.39 tである。